# St. Laurentius (Liebstedt)

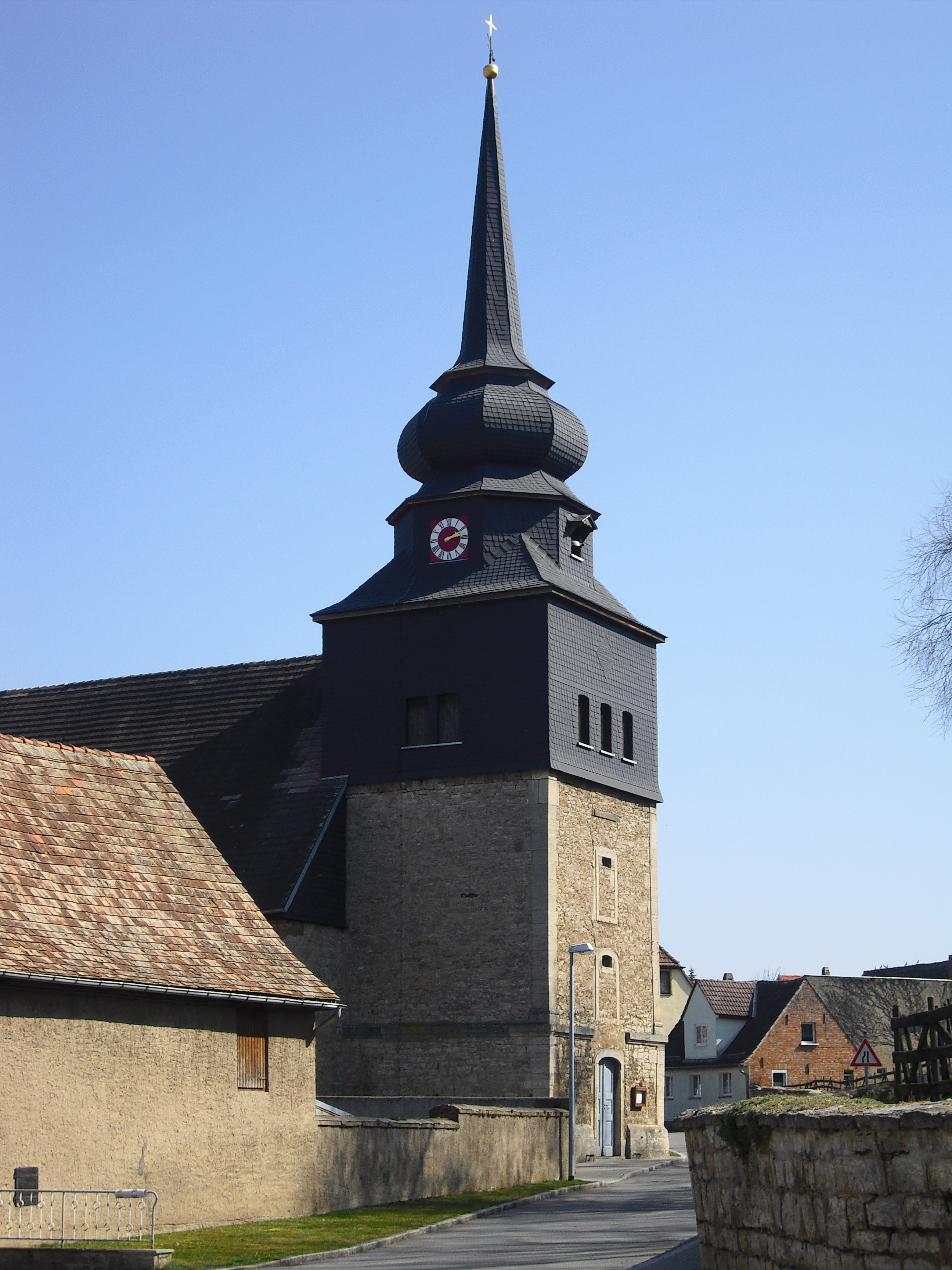
Die Kirche

Die evangelische Dorfkirche Liebstedt steht im Ortsteil Liebstedt der Gemeinde Ilmtal-Weinstraße im Landkreis Weimarer Land in Thüringen.

## Geschichte
Da der erste evangelische Pfarrer 1543 eingeführt worden ist, muss es um diese Zeit schon eine Kirche gegeben haben. Man nennt sogar einen nicht urkundlich nachgewiesenen sehr frühen Zeitpunkt. Im Dreißigjährigen Krieg wurde die Kirche wiederholt stark zerstört. Sicherlich führten die Sicherungsarbeiten nicht zu den gewünschten Erfolgen, so dass die Kirche 1742 wegen Baufälligkeit abgerissen worden musste. Es wurden wieder 26 Jahre benötigt, um den Bau ohne Kirchturm zu vollenden. Erst nach fast 200 Jahren, nämlich 1938, wurde der Turm gebaut.
1887 wurde das neue Geläut aus der Glockengießerei Ulrich aus Apolda gefertigt. Die zwei großen Glocken wurden für Kriegszwecke im Februar 1941 abgeholt. Heute läuten in St. Laurentius zwei 1956 zur 1000-Jahr-Feier von Schilling & Lattermann in Apolda - Morgenröthe gegossene Eisenhartgussglocken, die die verbliebene Bronzeglocke, die Franz Schilling in der Glockengießerei Ulrich aus Apolda 1887 als Nr. 526 gegossen hat, umrahmen.

## Im Kirchenschiff
Der Innenraum der Kirche ist schlicht und würdevoll ausgestattet. Das Langhaus verfügt über eine geputzter Holzdecke und eine umlaufende Doppelempore. Die Mittelloge ist verglast und beheimatet eine Winterkirche. Der reich geschnitzte, farbige Kanzelbau befindet sich hinter dem Altar aus dem 18. Jh.